# Gustave Courbet

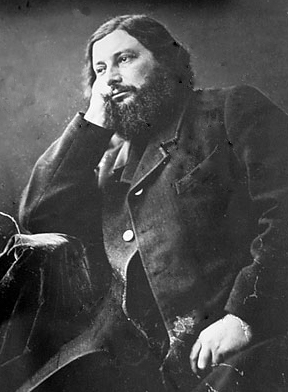
Gustave Courbet
Fotografie von Nadar

Jean Désiré Gustave Courbet (* 10. Juni 1819 in Ornans bei Besançon; † 31. Dezember 1877 in La Tour-de-Peilz, Schweiz) war ein französischer Maler des Realismus.

## Leben

### Familie und frühe Jahre

Selbstporträt Der Verzweifelte (1843–1845)

Gustave Courbet wurde als ältestes Kind einer wohlhabenden Bauernfamilie mit größerem Grundbesitz in Ornans geboren. Nach einer sehr dürftigen Schulausbildung kam er 1837 auf das Collège Royal (Gymnasium) von Besançon. Bereits im Alter von 14 Jahren wurde er durch Professor Pére Baud aus Ornans in die Grundlagen der Malerei eingeweiht. Während seiner Gymnasialzeit setzte er den Besuch einer privaten Zeichenschule bei Charles-Antoine Flajoulot (1774–1840) fort. Dabei fertigte er als eine erste größere Arbeit 1839 als Illustration für einen Gedichtband von Max Buchon (1818–1869) vier Lithographien an. Auf Wunsch seiner Eltern studierte er ab 1840 Rechtswissenschaft an der Universität in Paris. Doch widmete er sich bald ganz und gar dem Zeichnen und entwickelte seine Technik, indem er im Louvre und anderen Museen die dortigen Kunstwerke vornehmlich spanischer und holländischer Meister kopierte. Unter den französischen Malern bewunderte er besonders Gericault und Delacroix. Besonders gern hielt er sich im Atelier von Carl von Steuben oder an der Academie Père Suisse auf.
In dieser Zeit war Gustave Courbet noch auf der Suche nach Stil und Ausdrucksformen. Dabei entstanden 1841 mehrfach Selbstbildnisse, in denen er sich unter anderem emphatisch als Der Verzweifelte darstellte. Er bemühte sich um die Aufnahme seiner ersten Arbeiten im Pariser Salon, doch wurden nur drei seiner 20 eingereichten Bilder in den Jahren von 1841 bis 1847 angenommen, darunter sein 1842 fertiggestelltes Selbstbildnis mit schwarzem Hund. Obwohl er noch von der finanziellen Unterstützung seiner Familie lebte, entschied er sich 1844 gegen den Willen seines Vaters doch eindeutig für die Malerei. Kurz vor seinem Abschied von zu Hause entstand das sehr eigenwillige Porträt seiner kleinen Schwester Juliette. Mit unerschütterlichem Selbstvertrauen und Hartnäckigkeit schlug er nun seine künstlerische Laufbahn ein. Bei einer Reise 1847 nach Holland fertigte er Studien von Rembrandts Gemälden sowie von venezianischen und spanischen Meistern an. Diese Arbeiten sind noch einem gewissen Romantizismus verhaftet, aber zeigen schon zukünftige Kraft. 1847 hatte er mit seiner Geliebten Virginie Binet einen gemeinsamen Sohn, doch sie verließ ihn 1850 und nahm den Jungen mit.

### Der Realismus

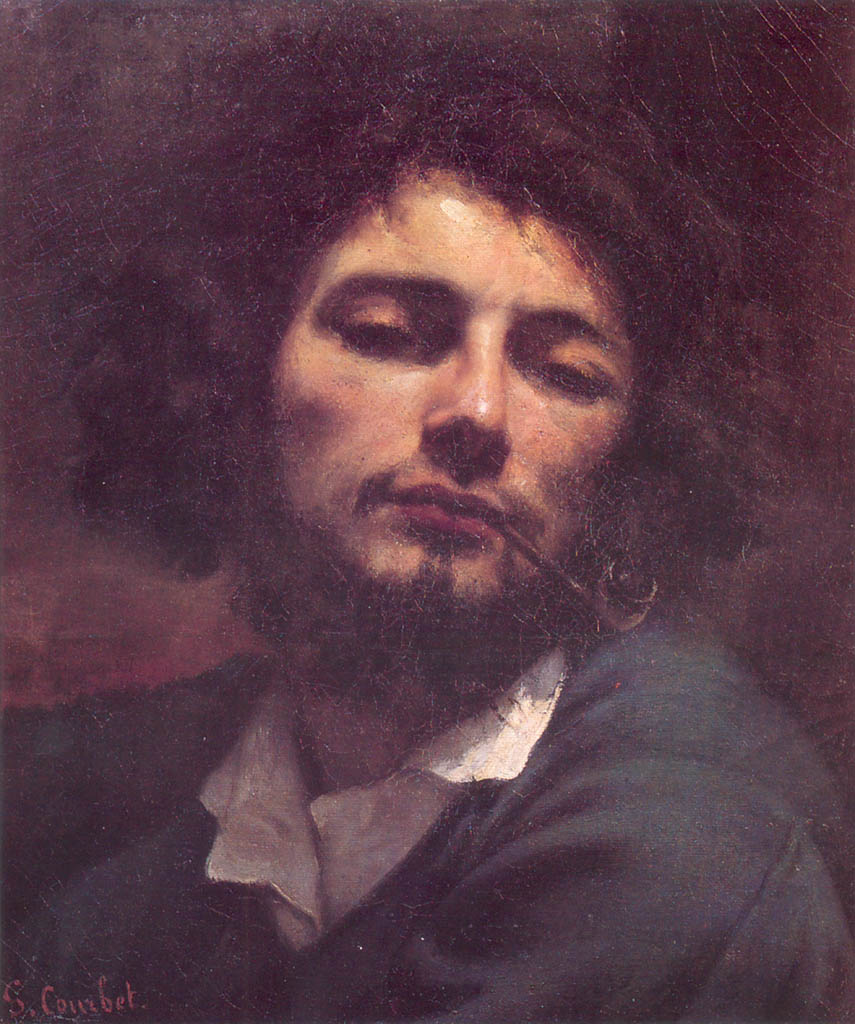
Selbstporträt Mann mit Pfeife (1848–1849)

Gustave Courbet traf sich in der unweit von seinem Studio gelegenen Brasserie Andler, dem „Tempel des Realismus“, wie ihn Jules Champfleury, sein Freund und Kunstkritiker nannte, mit anderen Künstlern und Intellektuellen wie Charles Baudelaire, Pierre-Joseph Proudhon und Max Buchon, mit dem er bereits seit der Kindheit befreundet war. In dieser Runde entwickelte sich die neue Kunstströmung des Realismus.

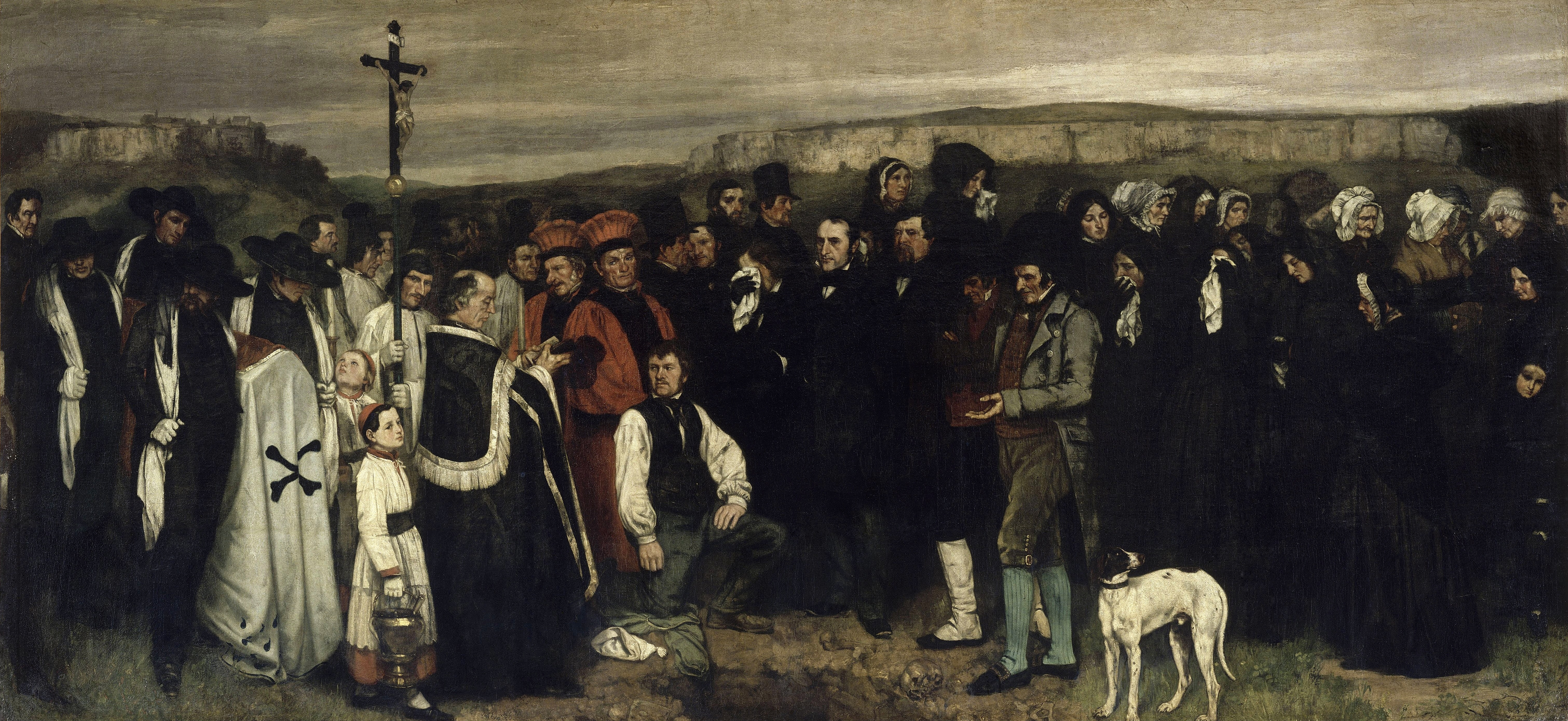
Gustave Courbet: Ein Begräbnis in Ornans. Öl auf Leinen. 314 × 663 cm.
Musée d’Orsay, Paris.

Nach der Februarrevolution 1848 und der Absetzung Louis Philippes fand der Pariser Salon ohne Jury statt, und Courbet stellte zehn seiner Gemälde aus, die von der Kritik begeistert aufgenommen wurden. 1849 entstand Der Steinklopfer, der zu Unverständnis und zum Teil zu Skandalen führte, aber Gustave Courbet erhielt auch eine Goldmedaille für sein Gemälde Nach dem Essen in Ornans. Das Bild wurde anschließend vom französischen Staat erworben. Er malte nun viele Szenen aus Ornans sowie Porträts seiner Familie und Freunde. Ein Begräbnis in Ornans, 1850/51 von Kritikern des Salons abgelehnt, weil es die religiösen Gefühle verletze, gilt heute als eindrucksvollstes Beispiel dieser Schaffenszeit. Courbets Bekanntheit wuchs durch das Aufsehen, das er erregte. Seine Bilder waren in ihrem Realismus, der die Einfachheit bildwürdig machte, dem neuen bürgerlichen Regime suspekt. Die scheinbare Bedrohung wuchs durch die Interpretationen, die unter anderem Pierre Proudhon seinen Bildern gab, auch wenn Courbet dies vermutlich nie selbst beabsichtigte. Einige seiner Werke grenzen an die L’art pour l’art.
Gustave Courbet entwickelte sich zum Hauptvertreter der realistischen Malerei in Frankreich und hatte damit einen weitgehenden Einfluss auf die Entwicklung der nachfolgenden Malerei, besonders auf die realistischen Maler in Deutschland. Aber er begründete in dieser Zeit auch seinen Ruf als avantgardistischer Maler.

### Die Gegenausstellung zum Pariser Salon
1853 stellte die Regierung Courbet in Aussicht, für die Weltausstellung 1855 ein großformatiges Bild zu malen, falls er vorher einen Entwurf zur Begutachtung einer Jury vorlegen würde. Courbet lehnte dies jedoch ab, da er sich in seiner künstlerischen Freiheit nicht beschneiden lassen wollte. Nachdem drei der vierzehn von ihm zur Ausstellung eingereichten Bilder für die Weltausstellung abgelehnt wurden (darunter die Allegorie Das Atelier des Künstlers), errichtete er parallel dazu mit der finanziellen Unterstützung seines Freundes und Förderers Alfred Bruyas seinen eigenen Pavillon du Réalisme in der Avenue Montaigne. In diesem wurden zusätzlich zu den elf auf der Weltausstellung gezeigten weitere vierzig Gemälde gezeigt. Dazu zählte auch das Atelier.
Bei Gustave Courbet zeigt sich in den Gemälden, die ab 1860 entstanden, eine egalitäre Flächenstruktur. Unabhängig vom Gegenstand und von der räumlichen Blicktiefe wurden die Farben auf der Leinwand verteilt. Auf diese Weise erreichte er, dass sich die vorherrschenden Gegenstände in ihrer Dominanz nivellierten: Die Landschaft wurde nicht mehr der Natur und die Figur nicht mehr der Landschaft untergeordnet. Alle Bildelemente schlossen sich auf einer räumlichen Ebene optisch zusammen. Courbet setzte dabei den Spatel abwechselnd mit dem Pinsel ein und erzeugte dabei eine relativ gleichmäßige, nur geringfügig pastose Oberfläche. Diese Technik wurde in abgewandelter Form von anderen Künstlern aufgegriffen, darunter beispielsweise Oswald Achenbach.
Mit seinem Bild Rückkehr von der Konferenz, das 1863 entstanden war, rief er einen neuen Skandal hervor. Das Werk zeigte beschwipste, verwirrt umherirrende Geistliche auf einer Landstraße. Für den Salon wurde es „wegen Verstoßes gegen die religiöse Moral“ abgelehnt, selbst der Zutritt für das Bild zum Salon des Refusés („Salon der Zurückgewiesenen“) wurde verweigert. Kurze Zeit darauf war das Bild verschwunden, denn es wurde vermutlich von einem Zeitgenossen aufgekauft, um es zu zerstören. Auch im Jahr darauf wurde ein Bild von ihm, Venus und Psyche von der Jury abgewiesen. Ein weiteres provokatorisches Werk entstand 1866, Der Ursprung der Welt. Auftraggeber war der Diplomat Khalil-Bey (1831–1879). Die Anziehungskraft dieses Gemäldes liegt darin, dass Courbet sich dabei eine bis dahin unerreichte Kühnheit und Offenheit erlaubt. Kein historischer oder literarischer Kunstgriff lenkt von der quasi anatomischen Darstellung des weiblichen Geschlechts ab. Courbets meisterhafter Kunst, seiner feinen bernsteinfarbenen Farbskala ist es zu verdanken, dass es nichts von einem pornografischen Bild hat. Aber gerade das schien auch der Grund zu sein, dass es der Öffentlichkeit viele Jahrzehnte vorenthalten wurde.

### Persönliche Situation
Seine Freunde waren während der revolutionären Situation in Paris verhaftet worden oder ins Exil gegangen, oder hatten sich politisch in andere Richtungen entwickelt. So entschloss sich Courbet zu ausgedehnten Reisen. Er kam erst nach Frankfurt, dort stellte ihm die Kunstakademie ein eigenes Atelier zur Verfügung. Auch nach dem Fortzug blieb Courbet in Frankfurt berühmt, viele Frankfurter Bürger, Bankiers und Kaufmannsfamilien zählten zu seinem Kundenkreis.
Das nächste Ziel war Trouville-sur-Mer, wo er Seebilder und Porträts der dortigen Schönheiten malte und diese ertragreich verkaufen konnte. Dort lernte er auch den Maler James McNeill Whistler und dessen Geliebte Joanna Hiffernan kennen. Es folgte Étretat, wo er den jungen Claude Monet traf.
Gustave Courbet stellte in Deutschland, Belgien und England aus und wurde vielfach ausgezeichnet. Das Kreuz der Ehrenlegion, das ihm gemeinsam mit Honoré Daumier 1870 angeboten wurde, lehnten beide jedoch ab. Sie vertraten die Ansicht, dass der Staat keinen Einfluss auf künstlerische Belange nehmen solle. Diese Haltung brachte Courbet im republikanischen Lager viele Freunde ein, und nach dem Sturz der Regierung wählte man ihn 1869 zum Präsidenten der Republikanischen Kunstkommission und im Jahr darauf zum Stadtrat und damit zum Mitglied in der Pariser Kommune.

### Die letzten Jahre

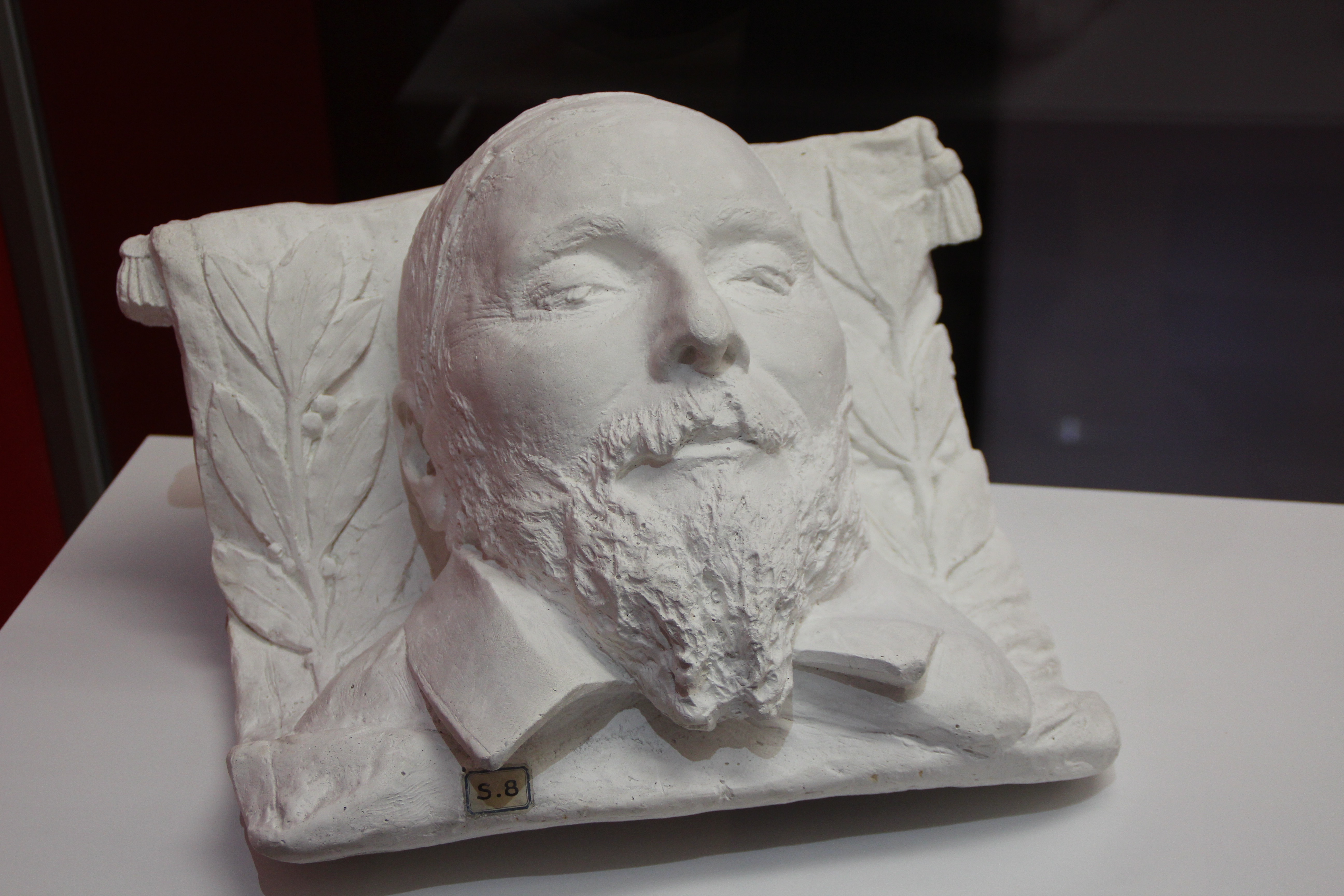
Totenmaske im Musée Courbet

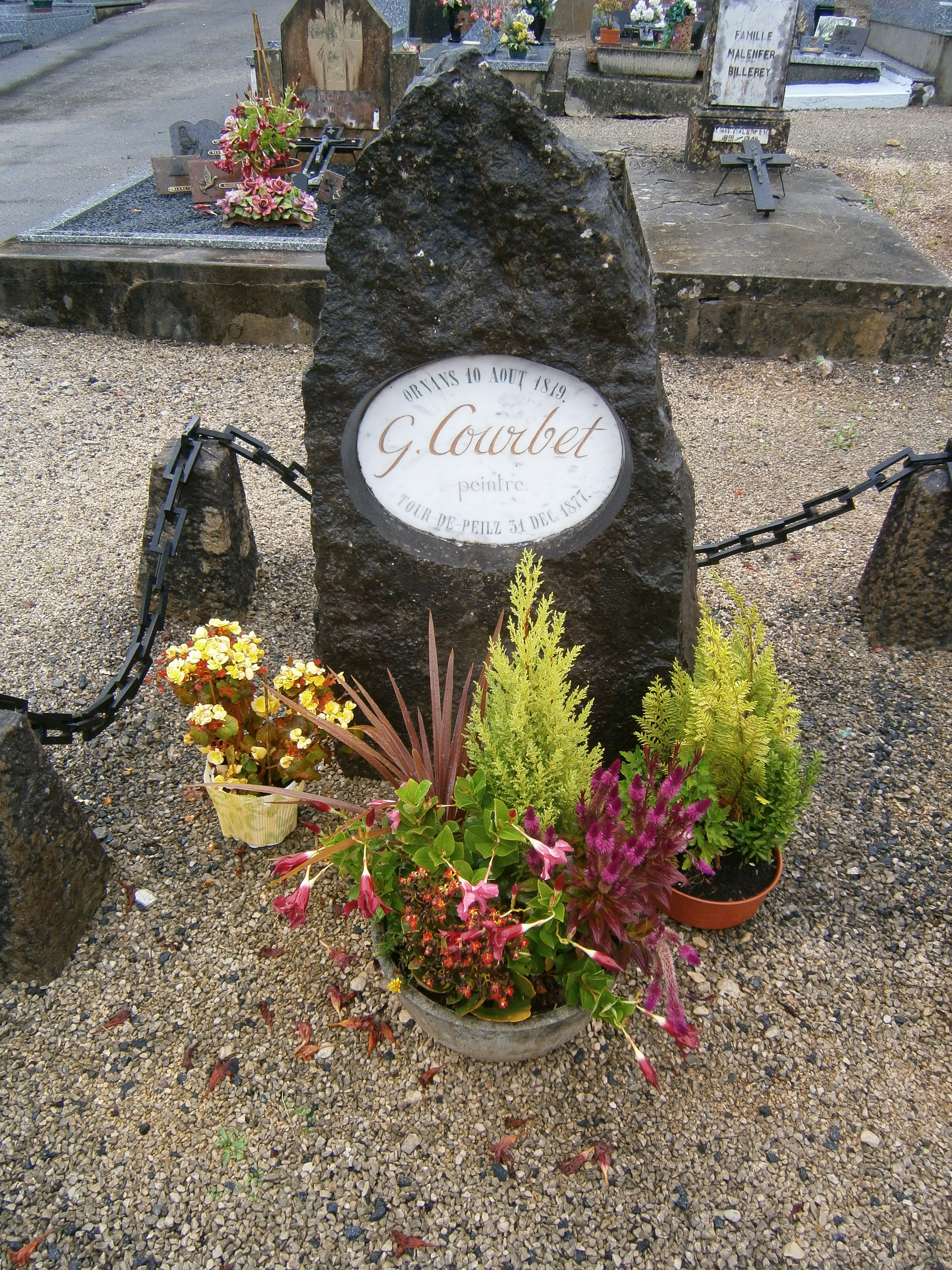
Grab Courbets im Friedhof von Ornans

Nach der gewaltsamen Auflösung der Kommune wurde Courbet wegen seiner Beteiligung an der Zerstörung der Colonne Vendôme zu sechs Monaten Gefängnis und 500 Francs Geldstrafe verurteilt. Er verbüßte die Strafe im Gefängnis von Sainte-Pélagie in Paris, durfte dort aber malen. Sein Gesundheitszustand verschlimmerte sich in den folgenden Jahren. In der Klinik von Neuilly malte er 50 Bilder, die er allesamt verkaufen konnte. Im Mai 1873 verlangte die neue französische Regierung Schadenersatz für die zerstörte Colonne Vendôme in Höhe von 335.000 Francs; er floh mit seinem Schüler und Assistenten Cherubino Patà in die Schweiz, in den ihm vertrauten Jura und dann an den Genfersee, ohne Hoffnung, die geforderte gewaltige Summe durch den Verkauf von Bildern aufzubringen. Während seines Exils beschlagnahmte der französische Staat seinen Besitz. Er, seine Freunde und auch seine Familie wurden überwacht.
In La Tour-de-Peilz verlebte er seine letzten Jahre, immer in der Hoffnung auf Schuldenerlass. Gustave Courbet schuf kaum noch Werke, die seiner würdig wären, und verfiel zunehmend dem Alkohol. Zwar beteiligte er sich noch an Kunst-Ausstellungen in Genf, Lausanne, Neuenburg und anderen Orten der Schweiz, versuchte aber durch eine Art industrieller Nutzung seiner Malkunst wenigstens einen Teil seiner Schulden loszuwerden. Doch Geldsorgen und gerichtliche Verfahren ließen ihn nicht mehr los. Ab dem 8. Oktober 1877 frequentierte er über einen Monat den Quacksalber Dr. Guerrieri in La Chaux-de-Fonds, der Dampfbäder anbot. Schließlich litt er an Herzinsuffizienz sowie Wassersucht und starb am 31. Dezember 1877. In La Tour-de-Peilz wurde er auch beigesetzt. Das Nachlassinventar verfasste Françis Bocion. Courbets sterblichen Überreste wurden genau 100 Jahre später nach Ornans überführt.

## Werke
Zahlreiche Werke Courbets sind im Musée Courbet Ornans ausgestellt.

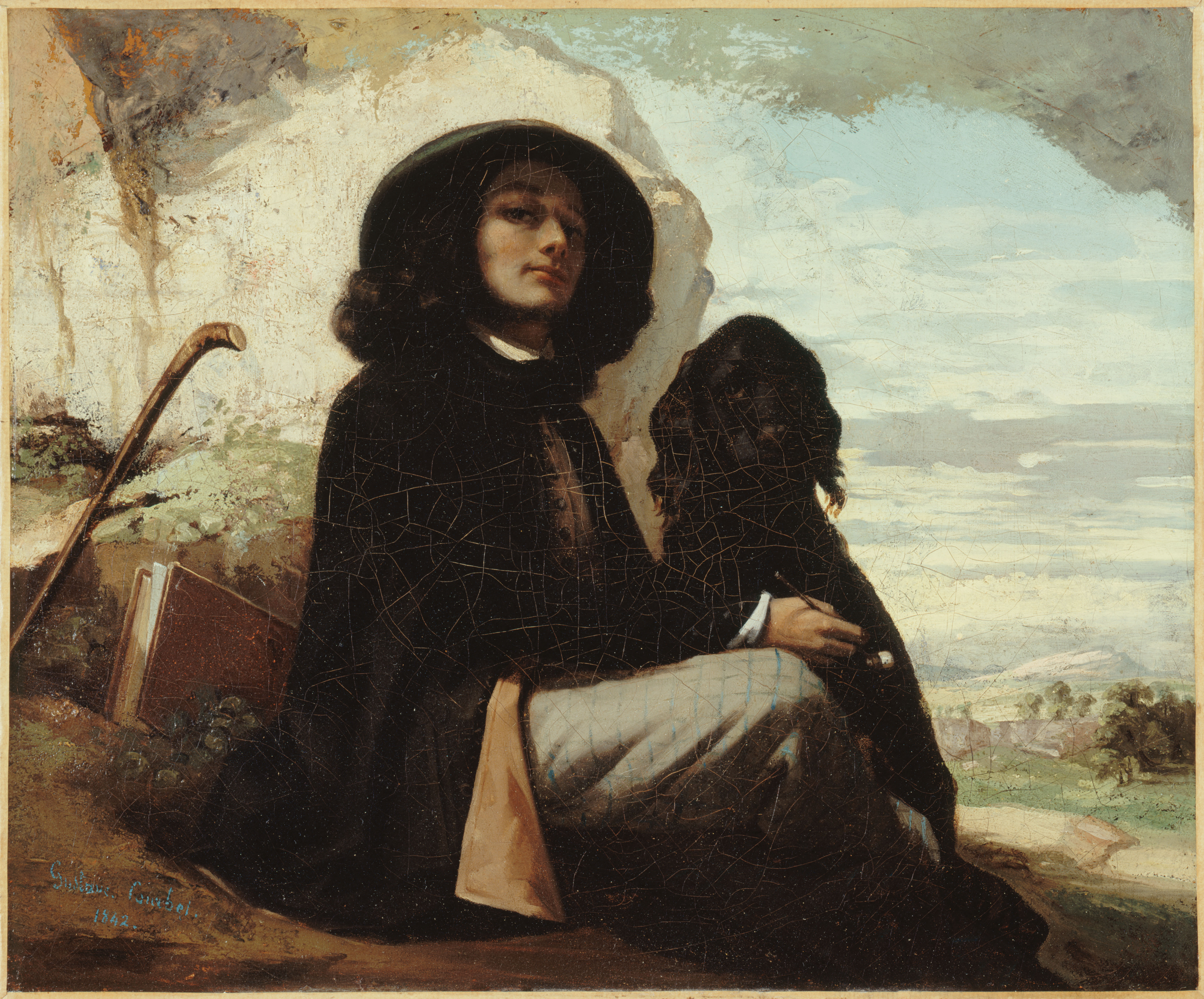
Selbstbildnis mit schwarzem Hund (1842)

- 4 Lithographien für den Gedichtband von Max Buchon, 1839
- Der Verzweifelte 1841
- Selbstbildnis mit schwarzem Hund, 1842
- Le Désespéré (Privatsammlung), 1843–1845, Öl auf Leinwand, 45 × 54 cm, emphatisches Selbstporträt, Gesicht und Geste von heftigem Erschrecken gezeichnet
- Schwester Juliette 1844
- Der Verletzte 1844
- Mann mit Pfeife (1848–1849), Öl auf Leinwand, Originalgröße 45 × 37 cm, Musée Fabre, Montpellier. Das Selbstporträt ist ein relativ beliebtes Bild, von ihm wurden drei Kopien angefertigt. Es zeigt ihn beim Haschischrauchen.
- Die Steinklopfer (ehemals Dresden, Gemäldegalerie – Kriegsverlust), 1849, Öl auf Leinwand, 165 × 257 cm
- Steinhauer (Mailand, Privatsammlung), 1849, Öl auf Leinwand, 45 × 54,5 cm
- Nachmittag in Ornans 1849
- Der Mann mit dem Ledergürtel 1849
- Ein Begräbnis in Ornans (Paris, Musée d’Orsay), 1850, Öl auf Leinwand, 314 × 663 cm
- Bauern von Flagey bei der Rückkehr vom Markt (Besançon, Musée des Beaux-Arts), 1850, Öl auf Leinwand, 208,5 × 275,5 cm
- Dorfmädchen 1852 (ein Freilichtbild seiner Schwestern)
- Die Badenden 1853
- Ringkämpfer (Budapest, Szépművészeti Múzeum), 1853, Öl auf Leinwand, 252 × 199 cm
- Schlafende Spinnerin (Montpellier, Musée Fabre), 1853, Öl auf Leinwand, 91 × 115 cm
- Der Steinbruch von Optevoz (München, Neue Pinakothek), 1854, Öl auf Leinwand, 63,6 × 84,5 cm (Urheberschaft ist fraglich)
- Die Begegnung – Bonjour, Monsieur Courbet (Montpellier, Musée Fabre), 1854, Öl auf Leinwand, 129 × 149 cm
- Die spanische Dame 1854
- Die Schleuse von Optevoz 1854
- La roche de dix heures bei Ornans (Paris, Musée d’Orsay), 1855, Öl auf Leinwand, 85,5 × 160 cm
- Sitzender Hund auf Kissen (Baden, Museum Langmatt), 1855, Öl auf Leinwand, 38 × 46 cm
- Das Atelier des Künstlers (Paris, Musée d’Orsay), 1855, Öl auf Leinwand, 359 × 598 cm, Courbet gab dem Bild den Untertitel: „Eine Allegorie, die sieben Jahre meines Künstlerlebens zusammenfaßt“
- Die Kornsieberinnen (Nantes, Musée des Beaux-Arts), 1855, Öl auf Leinwand, 131 × 167 cm
- Mädchen an der Seine (Paris, Musée du Petit-Palais), 1856, Öl auf Leinwand, 174 × 206 cm
- Die Beute – Jagd mit Hunden (Boston, Museum of Fine Arts), 1857, Öl auf Leinwand, 210 × 180 cm
- La Curée 1857
- Gehetzte Hirschkuh im Schnee 1857
- Louis Gueymard als Robert le Diable (Louis Gueymard dans le róle de Robert le Diable; New York, Metropolitan Museum of Art), 1857, Öl auf Leinwand, 148,6 × 106,7 cm
- Dame auf der Terrasse (Köln, Wallraf-Richartz-Museum), 1858, Öl auf Leinwand, 207 × 325 cm
- Fuchs im Schnee (Dallas, Museum of Arts), 1860, Öl auf Leinwand, 86 × 128 cm
- Kämpfende Hirsche oder Brunft im Frühling 1858/1859
- Felsenlandschaft (Budapest, Szépművészeti Múzeum), um 1862, Öl auf Leinwand, 73 × 92 cm
- Wiesenhang bei Ornans (Kassel, Neue Galerie), 1862, Öl auf Leinwand, 99,8 × 132 cm
- Rückkehr von der Konferenz 1863
- Pferd im Walde (Mannheim, Kunsthalle), 1863, Öl auf Leinwand, 108 × 133 cm
- Venus und Psyche 1864
- Felsiges Flusstal (Paris, Musée d’Orsay), 1865, Öl auf Leinwand, 94 × 135 cm
- Landschaft bei Maiziers (München, Neue Pinakothek, Inv. Nr. 8649), 1865, Öl auf Leinwand, 50 × 65 cm
- Porträt der Gräfin Károly (Privatsammlung), 1865, Öl auf Leinwand
- Proudhon 1865
- Mädchen mit Möwen (New York, Sammlung Deely), 1865, Öl auf Leinwand, 81 × 65 cm
- Der schattige Bach (Wien, Österreichische Galerie, Inv. Nr. 944), um 1865, Öl auf Leinwand, 92,7 × 133,3 cm
- Dorfausgang im Winter (Frankfurt, Städelsches Kunstinstitut), um 1865–1870, Öl auf Leinwand, 44 × 54 cm
- Jo, die schöne Irin (Jo, la belle irlandaise; New York, Metropolitan Museum of Art), 1866 [1865], Öl auf Leinwand, 55,9 × 66 cm

Der Ursprung der Welt (1866)

- L’Origine du monde (Paris, Musée d’Orsay), 1866, Öl auf Leinwand, 55 × 46 cm
- Frau mit Papagei (La femme au perroquet; New York, Metropolitan Museum of Art), 1866, Öl auf Leinwand, 129,5 × 195,6 cm
- Junge Badende (La jeune baigneuse; New York, Metropolitan Museum of Art), 1866, Öl auf Leinwand, 130,2 × 97,2 cm
- Die Schläferinnen – Trägheit und Wollust (Le sommeil; Paris, Musée du Petit-Palais), 1866, Öl auf Leinwand, 140 × 200 cm
- Der Verwundete (Wien, Österreichische Galerie, Inv. Nr. 2376), um 1866, Öl auf Leinwand, 79,5 × 99,5 cm
- Meeresküste in der Normandie (Moskau, Puschkin-Museum), 1867, Öl auf Leinwand, 105 × 128 cm
- Rehbock im Wald (Paris, Musée d’Orsay), 1867, Öl auf Leinwand, 94 × 131 cm
- Die Frau in den Wellen (La femme à la vague; New York, Metropolitan Museum of Art), 1868, Öl auf Leinwand, 65 × 54 cm
- Landschaft mit Baum (Budapest, Szépművészeti Múzeum), um 1868, Öl auf Leinwand, 69 × 89 cm
- Waldbach mit Rehen (London, Sammlung Chester Beatty), um 1868, Öl auf Leinwand, 155 × 112 cm
- Meeresküste mit Segelboot bei aufziehendem Gewitter (Staatsgalerie Stuttgart), 1869, Öl auf Leinwand
- Die Wellen (Philadelphia, Museum of Art), 1869, Öl auf Leinwand, 76 × 151 cm
- Die Woge (Winterthur, Sammlung Oskar Reinhart), 1870, Öl auf Leinwand, 80 × 100 cm
- Äpfel und Granatäpfel (London, National Gallery), 1871, Öl auf Leinwand, 44 × 61 cm
- Apfelstilleben (München, Neue Pinakothek, Inv. Nr. 8623), 1871, Öl auf Leinwand, 50,4 × 63,4 cm
- Granatäpfel (Glasgow, Art Gallery and Museum), 1871, Öl auf Leinwand, 18 × 37 cm
- Der Neuenburger See (Budapest, Szépművészeti Múzeum), um 1875, Öl auf Leinwand, 50 × 60 cm

### Galerie (Auswahl)

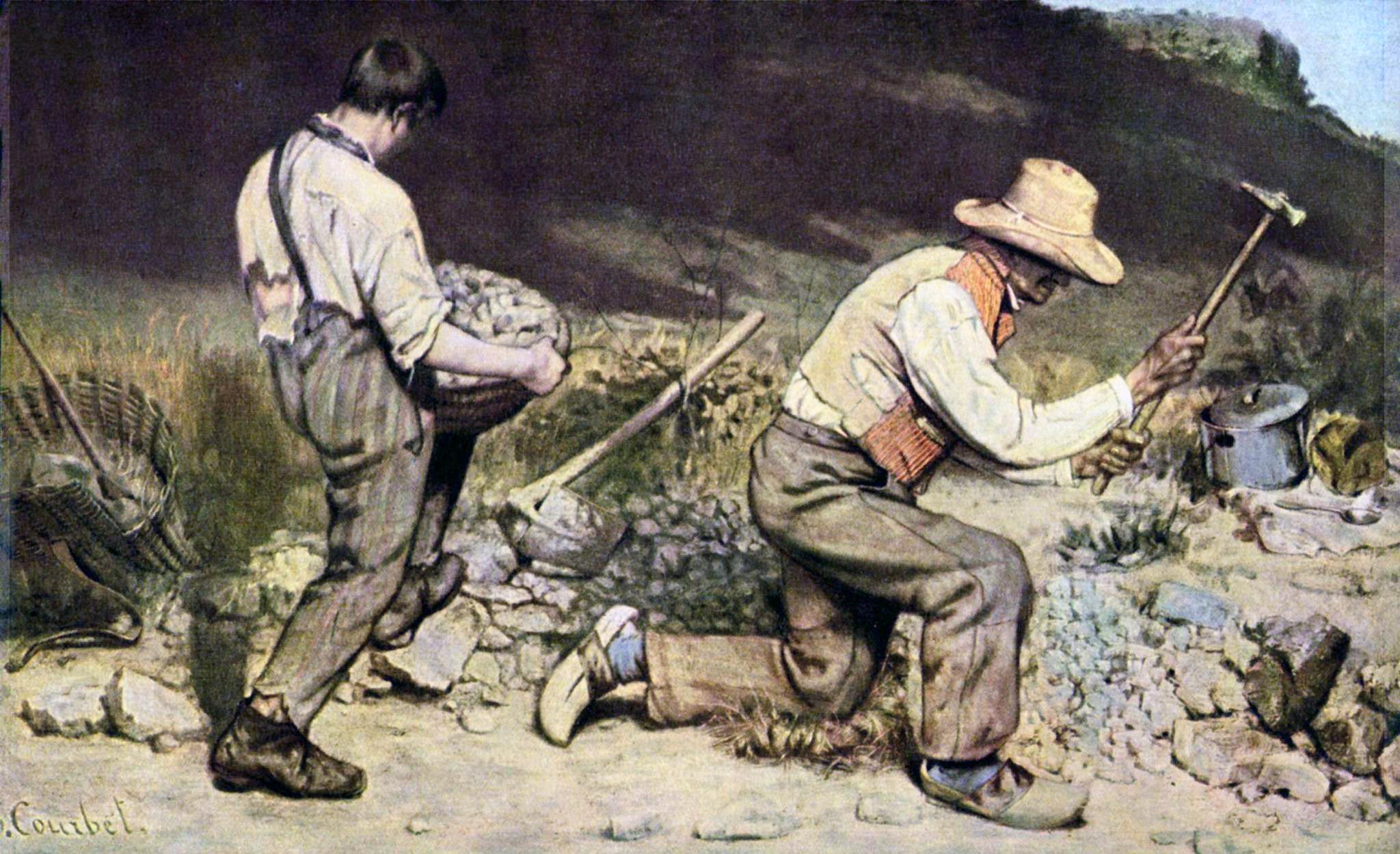
Die Steinklopfer (1849)
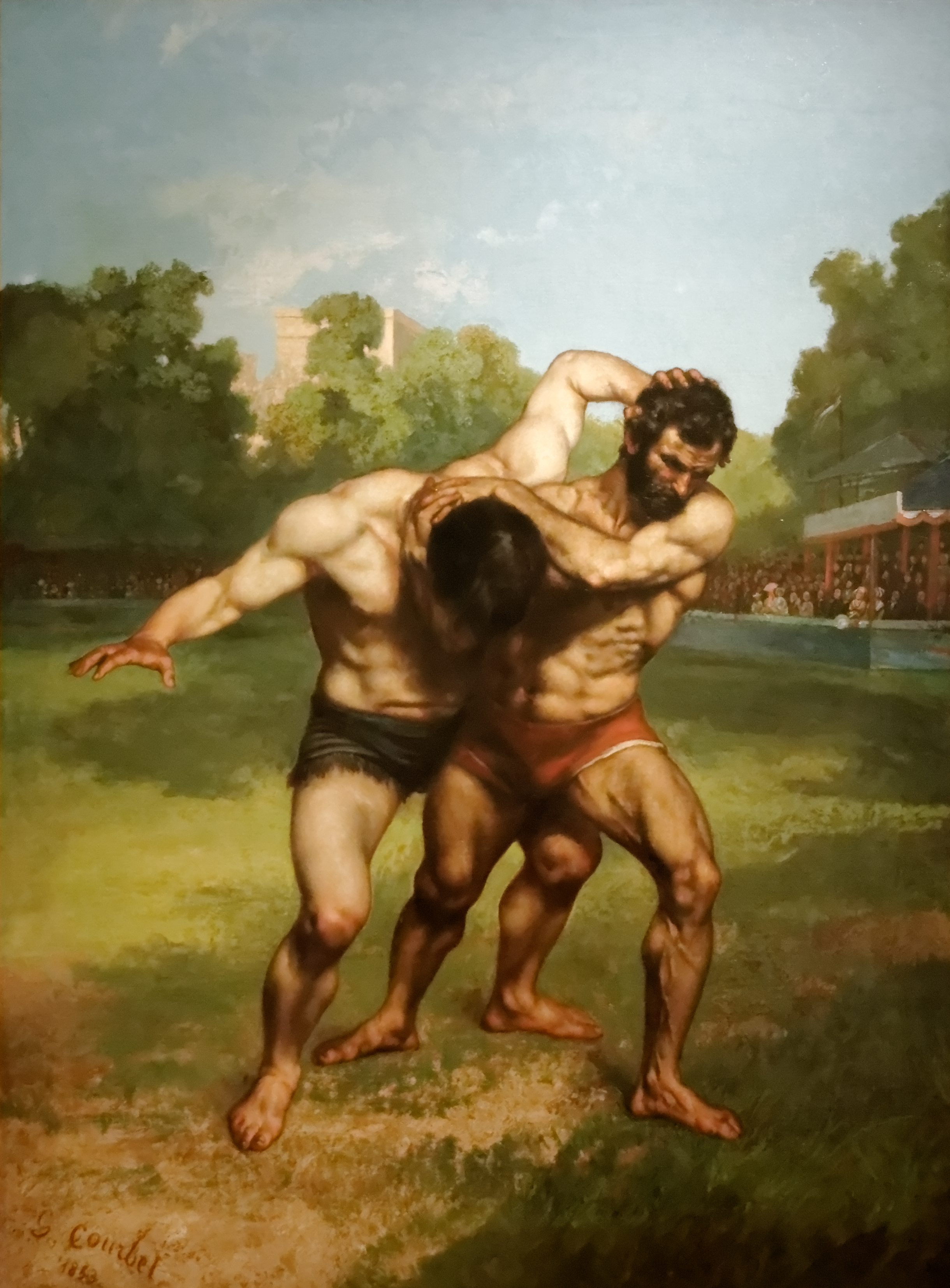
Ringkämpfer (1853)
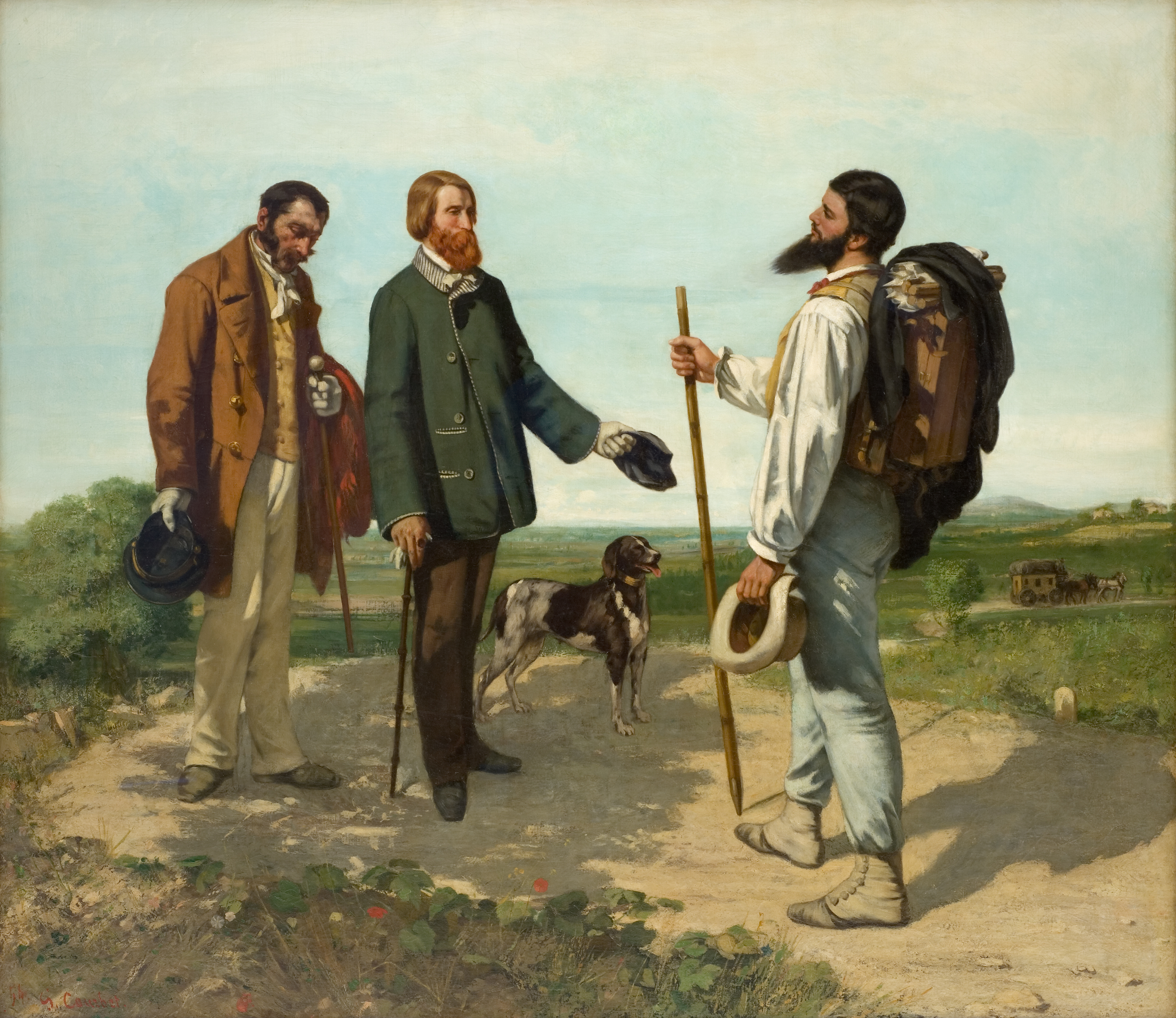
Die Begegnung – Bonjour, Monsieur Courbet (1854)
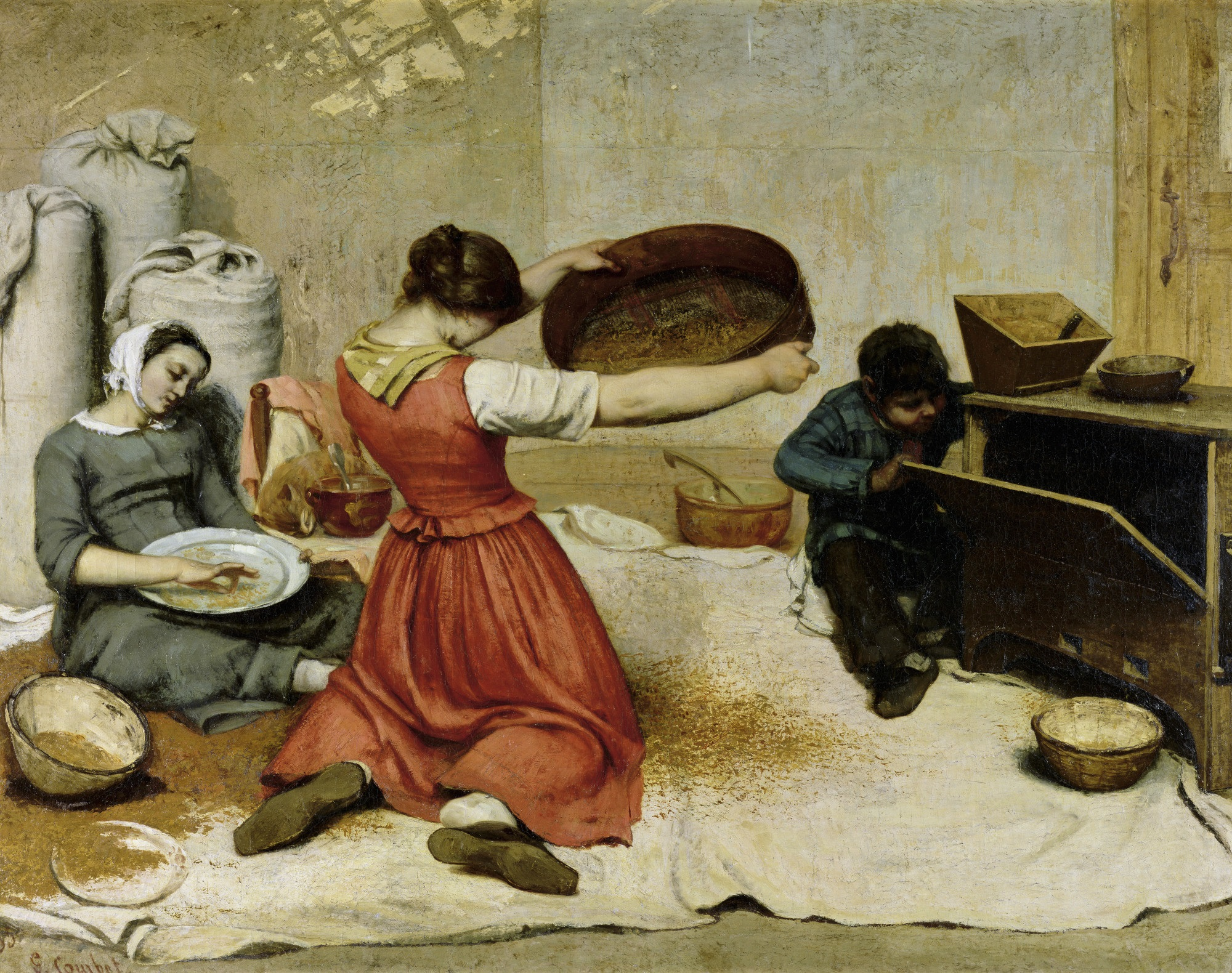
Die Kornsieberinnen (1855)
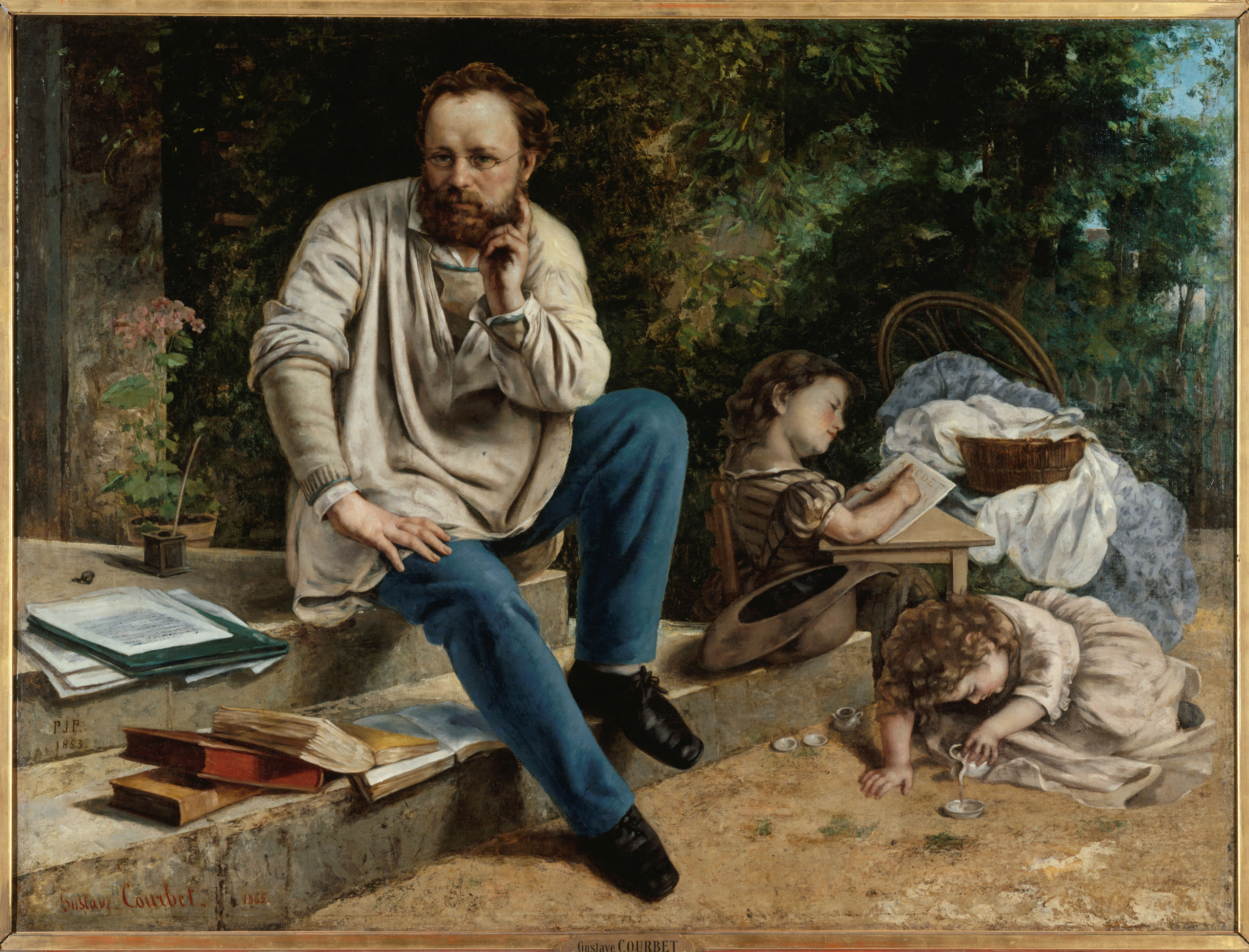
Pierre-Joseph Proudhon und seine Kinder (1865)
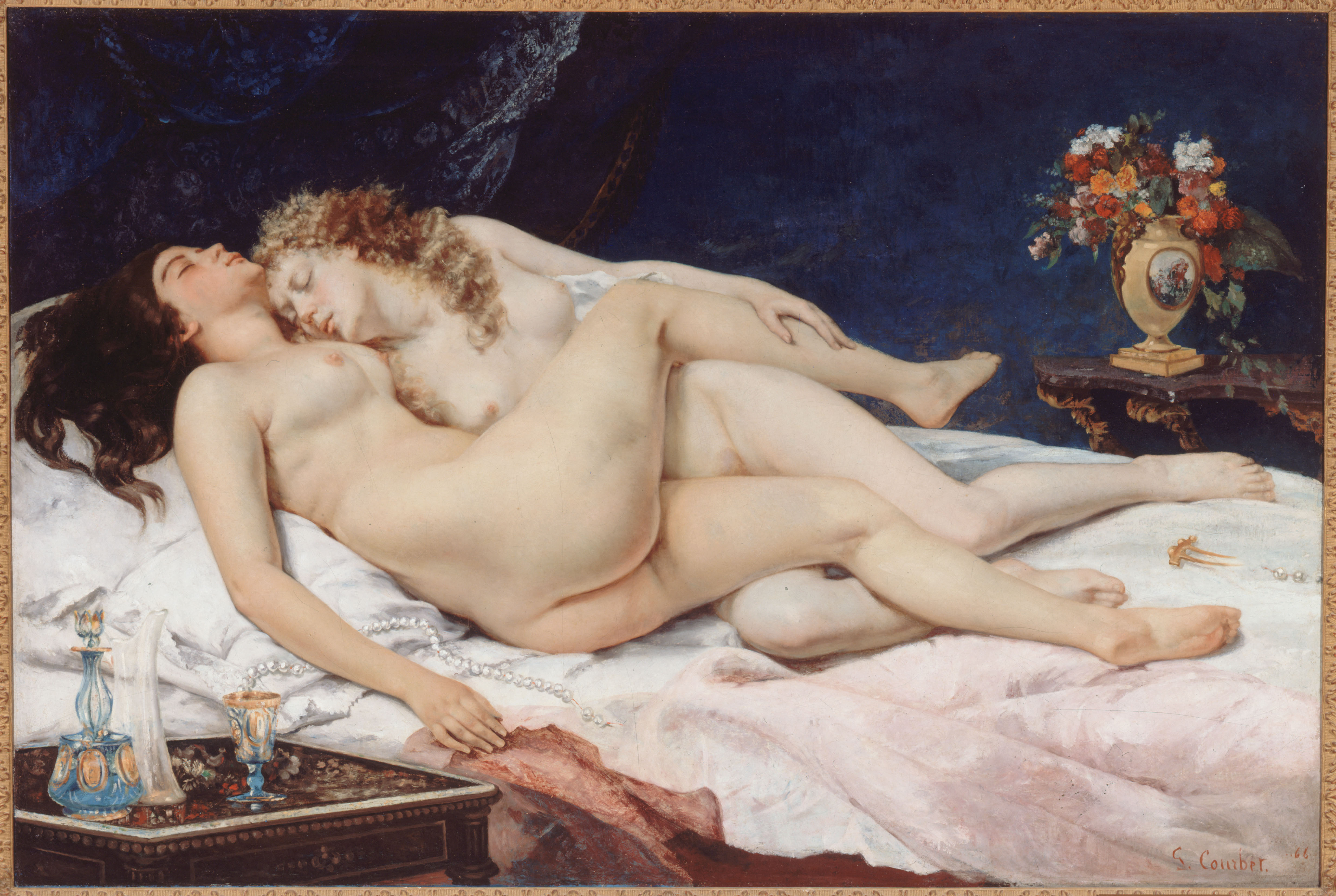
Die Schläferinnen – Trägheit und Wollust (1866)
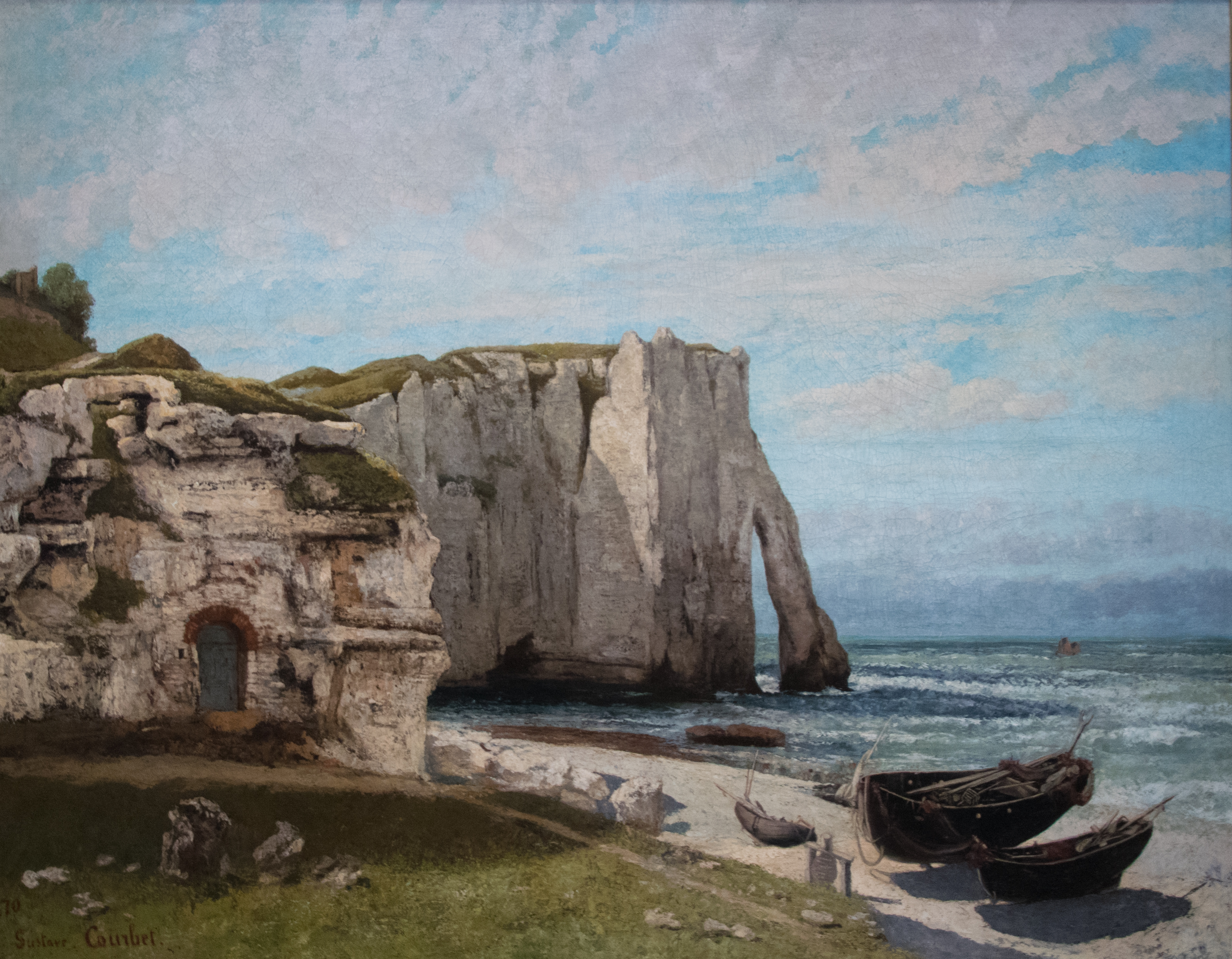
Die Klippen von Étretat nach dem Sturm (1866)
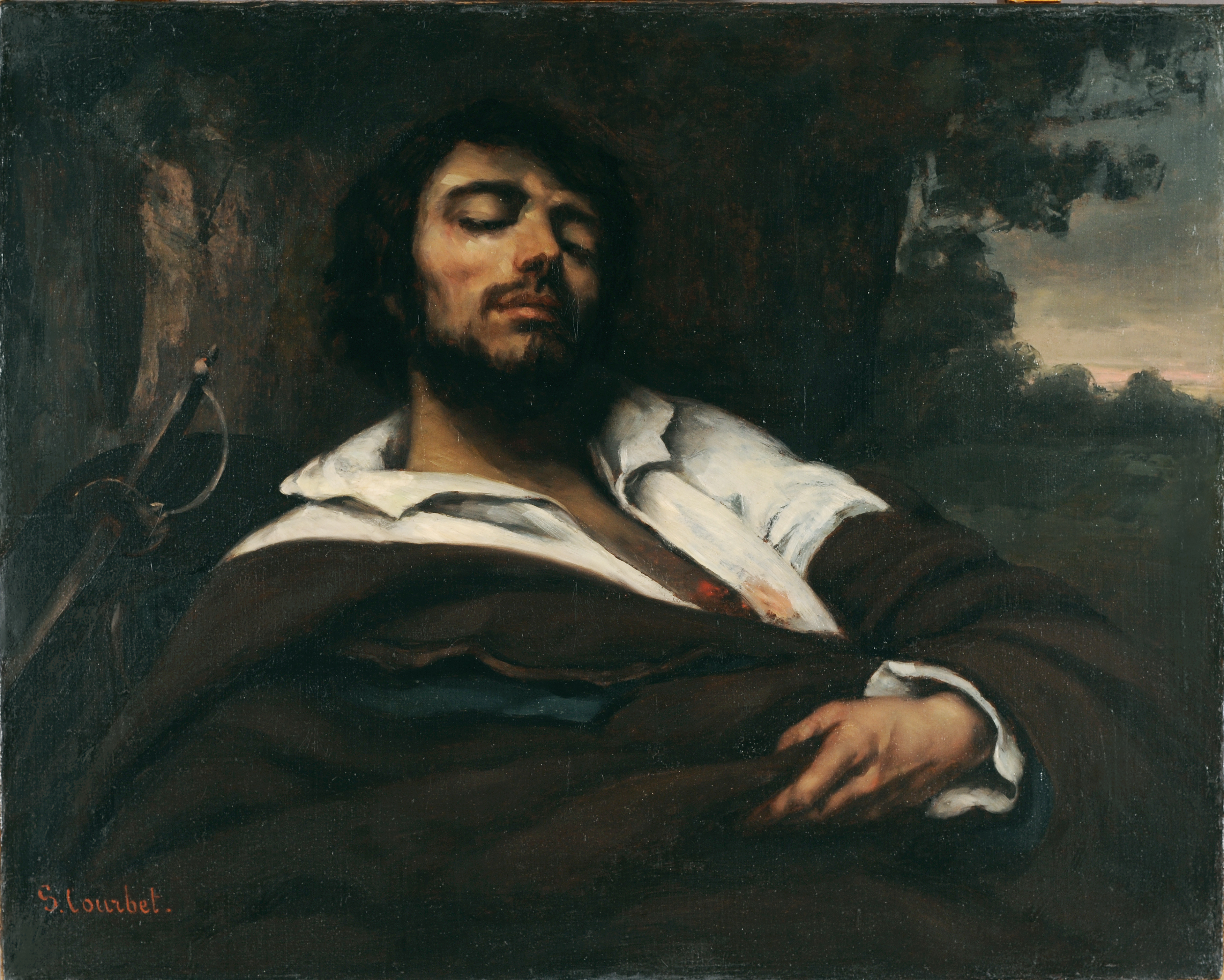
Der Verwundete (um 1866)
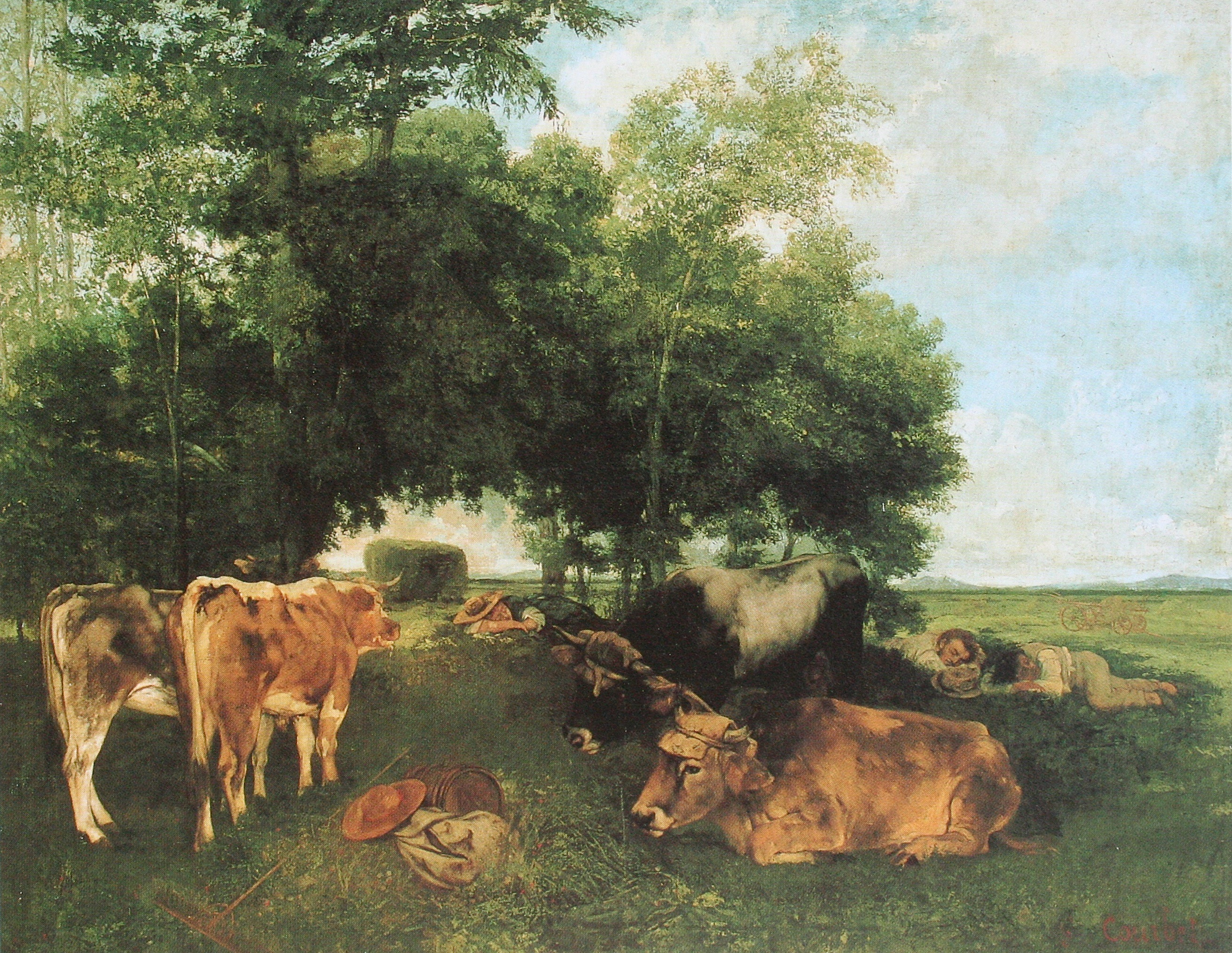
Mittagsrast während der Heuernte (1867)
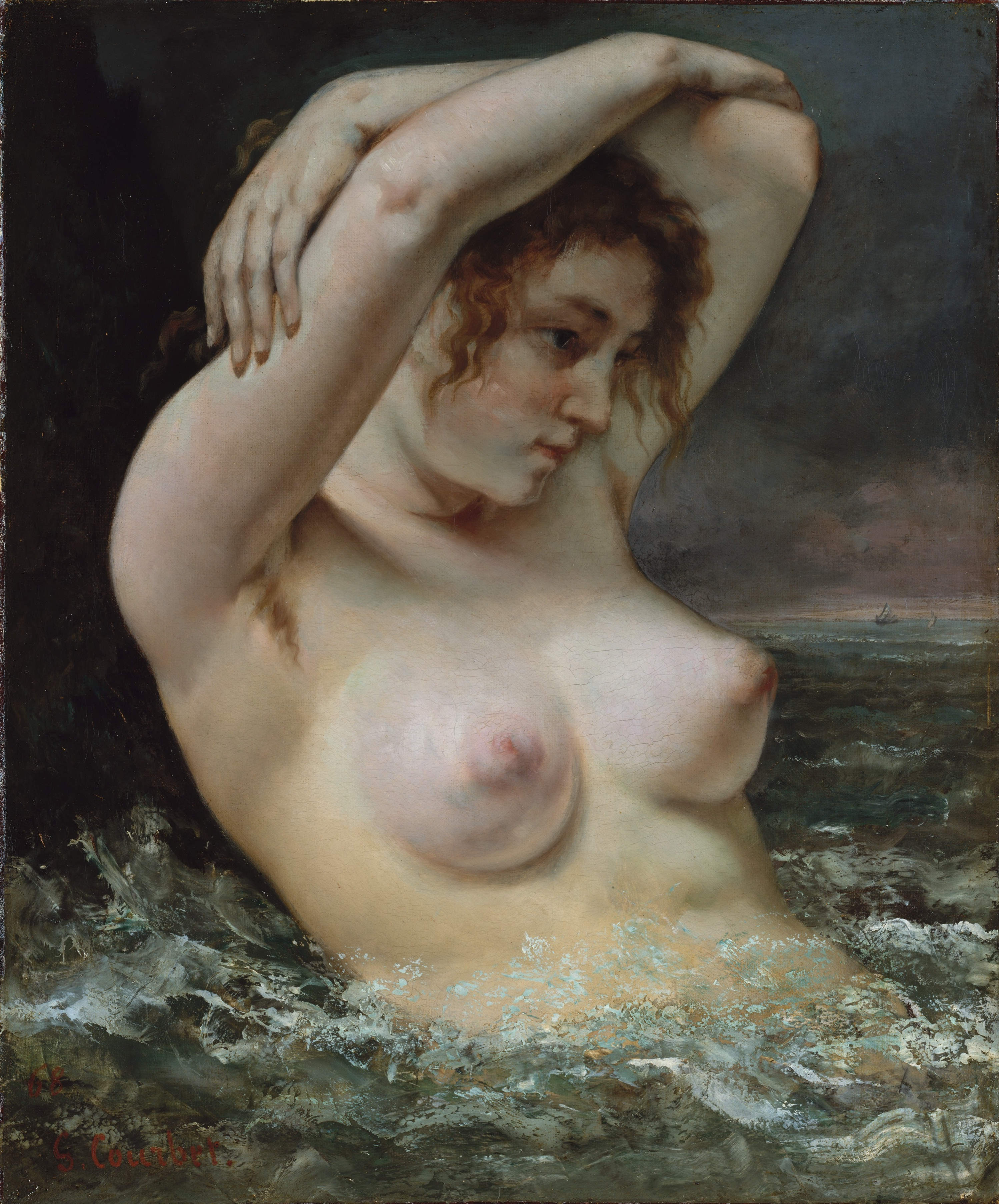
Die Frau in den Wellen (1868)
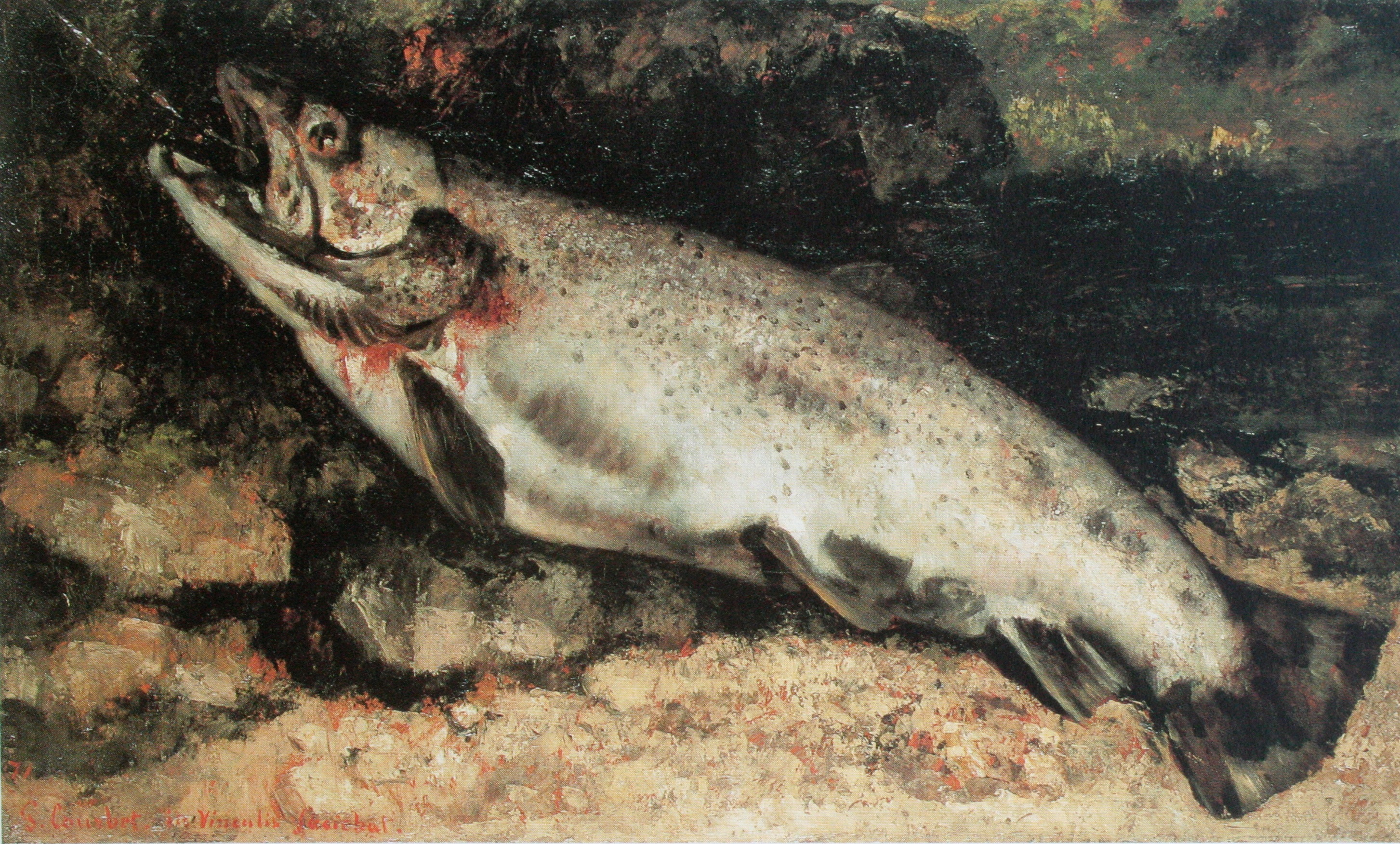
Die Forelle (1871)
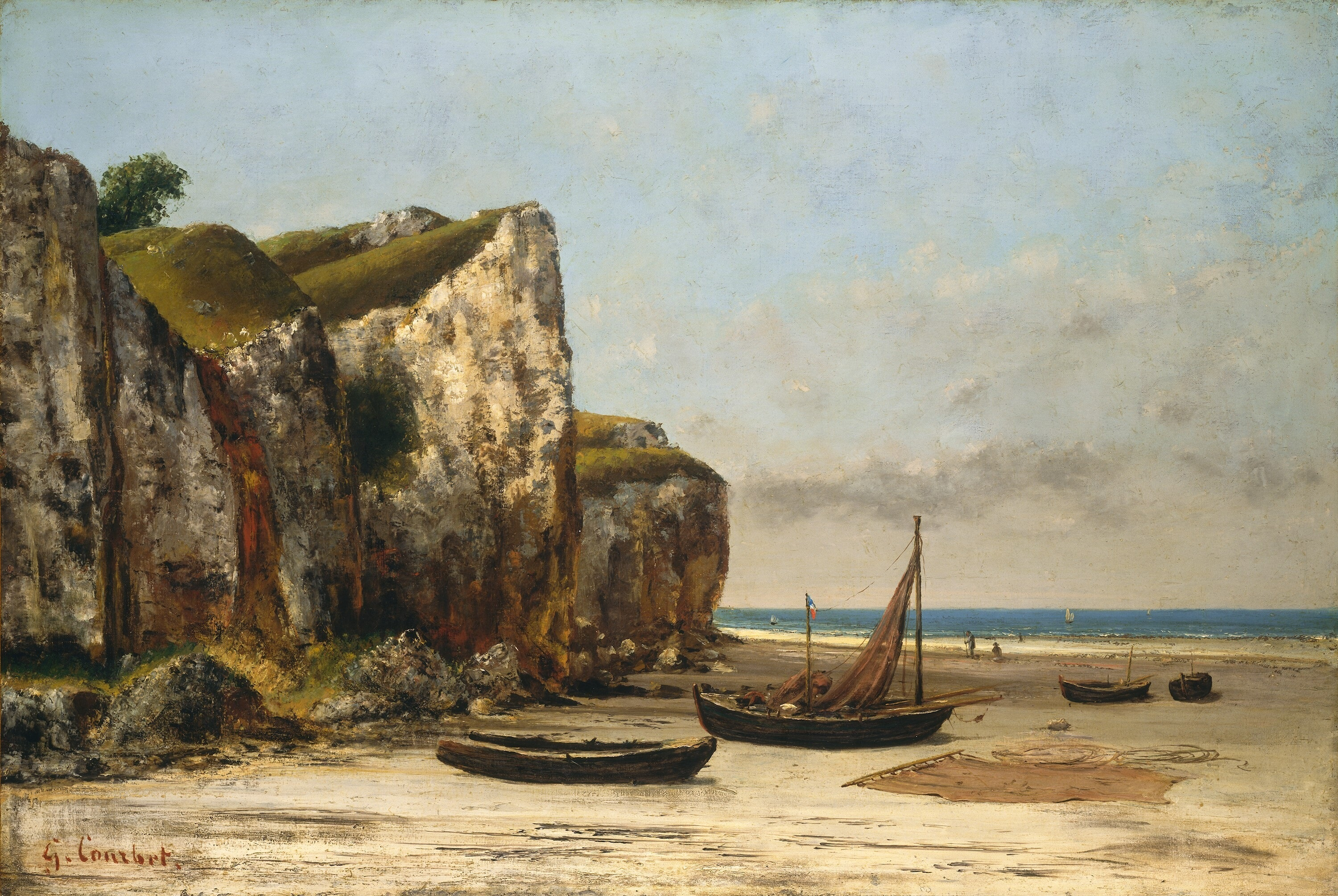
Strand an der Normandie (um 1872–1875)
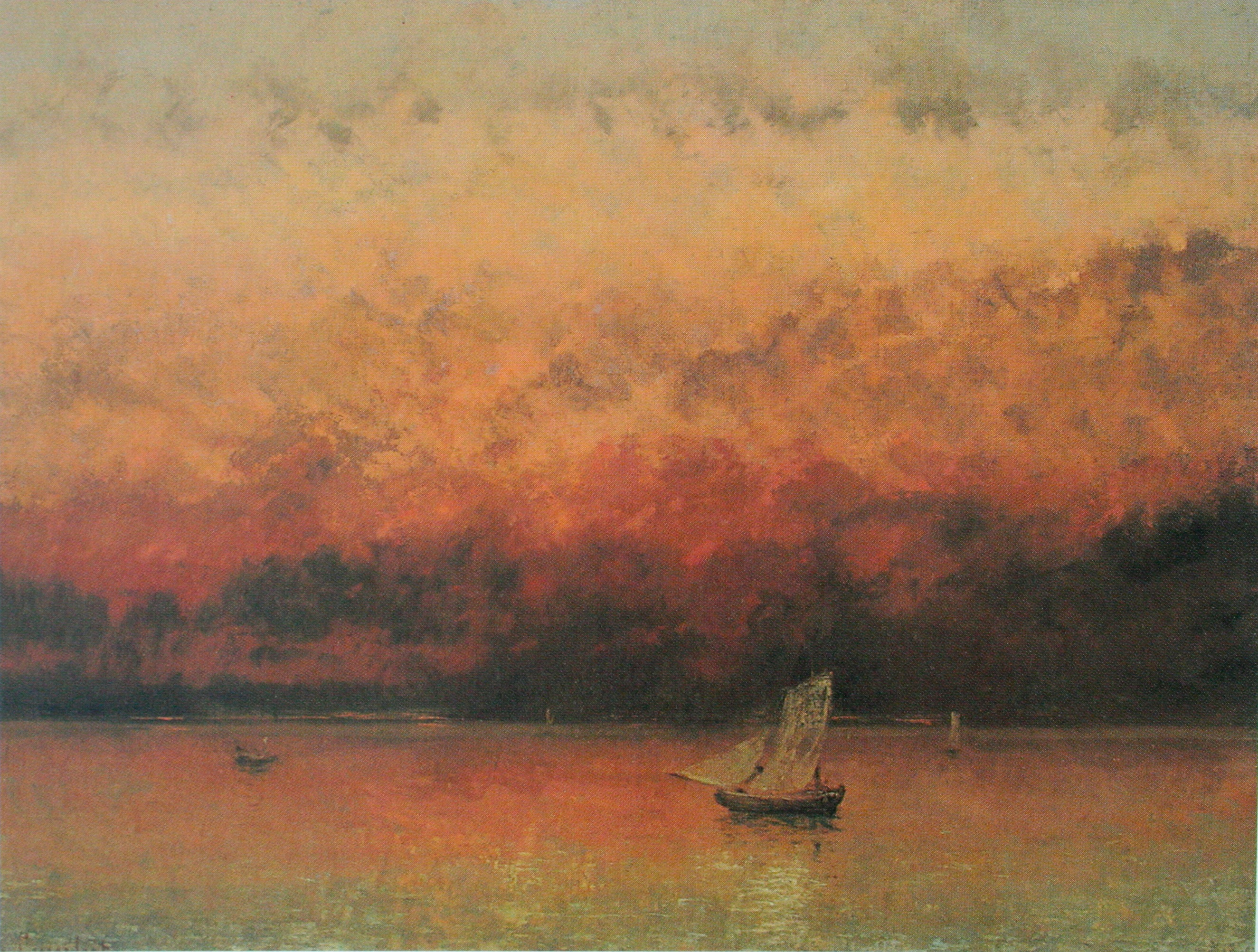
Genfersee bei Sonnenuntergang (1876)

## Filme
- Gustave Courbet, die Ursprünge seiner Welt. (OT: Gustave Courbet, les origines de son monde.) Fernseh-Dokumentation, Frankreich, 2007, 52 Min., Buch und Regie: Romain Goupil, Produktion: arte France, Les Poissons Volants, RMN, deutsche Erstausstrahlung: 19. Oktober 2007.[14]
- Der Ursprung der Welt. (OT: Courbet, l’origine du monde.) Fernseh-Dokumentation, Frankreich, 1996, 26 Min., Buch und Regie: Jean-Paul Fargier, Produktion: Ex Nihilo, La Sept/arte, RMN, deutsche Erstausstrahlung: 19. Oktober 2007 auf arte.[15]

## Ausstellungen
- 2010/2011: Courbet. Ein Traum der Moderne, Schirn Kunsthalle Frankfurt[16]
- 2014/2015: Gustave Courbet: Fondation Beyeler, Riehen/Basel[17]